# Зверинец (Ленинградская область)
Звери́нец — кордон в Лисинском сельском поселении Тосненского района Ленинградской области.

## История
На карте 1913 года на месте современного кордона обозначен Бывший зверинец.
Согласно военно-топографической карте Петроградской и Новгородской губерний издания 1917 года населённый пункт назывался Дом Обер-егеря или Звериница, дом стоял на ручье Лавкелы.
По данным 1933 года кордон Зверинец в составе Тосненского района не значился.

Урочище Зверинец на карте 1941 года

Согласно топографической карте РККА 1941 года на месте кордона Зверинец находился дом лесника.
По данным 1966 года кордон Зверинец входил в состав Машинского сельсовета.
По данным 1973 и 1990 годов кордон Зверинец в составе Тосненского района не значился.
В 1997 году на кордоне Зверинец Лисинской волости не было постоянного населения, в 2002 году проживал 1 человек (русский).
В 2007 году на кордоне Зверинец Лисинского СП проживали 11 человек.
На современных картах обозначается как урочище Зверинец.

## География
Кордон расположен в западной части района к северу от автодороги 41А-003 (Кемполово — Выра — Шапки) и центра поселения — посёлка Лисино-Корпус. 
Расстояние до административного центра поселения — 5 км.
Расстояние до ближайшей железнодорожной станции Лустовка — 7 км.
Кордон находится на правом берегу ручья Лагузи.

## Демография
| 1997 | 2007 | 2010 | 2017 |
| ---- | ---- | ---- | ---- |
| 0    | ↗11  | ↘2   | ↘1   |